# Honoratka (województwo wielkopolskie)
Honoratka – kolonia w Polsce położona w województwie wielkopolskim, w powiecie konińskim, w gminie Ślesin.
Przez miejscowość przebiega droga krajowa DK25.

## Historia
W latach 1975–1998 miejscowość administracyjnie należała do województwa konińskiego.